# 데네브
데네브(Deneb)는 여름철 별자리중 하나인 백조자리의 꼬리부분에 위치한 알파별로, 거문고자리의 직녀성, 독수리자리의 견우성과 함께 여름의 대삼각형을 이룬다. 이 항성은 청색 초거성에 속하며, 겉보기 등급은 1.25로 밤하늘에서 20번째로 밝은 별이다. 데네브는 지금까지 알려진 항성들 중 가장 밝은 부류에 속한다. 그러나 데네브까지의 정확한 거리와 밝기를 계산하기가 쉽지 않아 예상하는 밝기 범위는 태양의 54,000배에서 196,000배까지 다양하다. 이 별은 고유 명칭 여러 개가 있었는데, 대표적인 것으로 아리데드와 아리디프가 있다. 그러나 오늘날 이 이름을 쓰는 경우는 거의 없다.
데네브는 여름의 대삼각형에서 거문고자리의 베가(직녀성), 독수리자리의 알타이르와 함께 삼각형의 꼭짓점을 차지한다. 북반부 밤하늘에는 대삼각형 근처에 이들만큼 밝은 별이 없기 때문에 형태를 쉽게 식별할 수 있다.

## 거리와 물리적 특징

데네브의 지름은 대략 태양의 200 ~ 300배에 이른다. 그림은 태양과 데네브의 크기를 비교한 것이다. 오른쪽 작은 원이 태양.

데네브의 절대 등급은 -8.4로 그 밝기는 태양의 20만 배에 가깝고 지금까지 발견된 항성들 중 아주 밝은 무리에 속한다.
데네브가 지구에서 정확히 어느 정도 떨어져 있는지는 확실하지 않다. 다만 분광형, 대기모형, 항성진화모형, 고니자리 OB7 성협 구성원 여부, 각지름값 등을 고려했을 때 현재 가장 유력한 거리값은 약 2,600광년이다. 시차값이 정확하지 않기 때문에 2100광년에서 7400광년까지 실제 거리는 바뀔 수 있다. 데네브는 일등성 별들 중 지구에서 가장 멀리 있기도 하다. 겉보기 등급이 1.34인 톨리만은 지구로부터 4광년 떨어져 있는 것을 비교하면 확 와닿을 것이다.
히파르코스 위성이 처음 측정한, 다소 부정확한 시차 자료는 위의 2,600광년과 불일치하나 최근 재분석한 자료에 따르면 시차는 이전 자료보다 훨씬 크고 거리는 거의 절반으로 줄어든다. 히파르코스 자료로 2008년 계산한 거리는 오차율 10퍼센트에 1,550광년이다. 다만 데네브는 껍질구조(shells)에 둘러싸여 있고 밝기가 요동치므로 시차값은 신뢰도가 떨어진다.
거리와 밝기를 모두 최솟값으로 놓더라도 데네브는 밤하늘에서 밝기 1위에서 30위까지의 항성 중 지구에서 가장 멀리 떨어져 있다.(2위와는 2배 차이가 난다.) 표면온도와 밝기, 매우 작은 각지름(0.002초각밖에 되지 않는다.)에 의하면 데네브의 지름은 태양의 100배에서 200배는 된다. 만약 데네브를 태양 대신 우리 태양계 중앙에 놓는다면 별 표면은 지구 궤도까지 이를 것이다. 따라서 데네브는 발견한 항성들 중 부피로 따질 때 상위 무리에 해당하는 존재이다.
분광형은 A2 la로 표면 온도는 8400켈빈 정도에 청백색으로 빛난다. 1943년부터 데네브의 스펙트럼은 다른 별들의 분광형을 정하는 기준점 역할을 해왔으며 백조자리 알파형 변광성의 원형 별이다. 별 표면의 활동량은 크지 않아(비방사 맥동 상태임.) 밝기와 분광형은 미세하게 변한다.
데네브의 질량은 태양의 20배에서 25배 정도이다. 따라서 데네브는 주계열성이었을 적 분광형은 O형이었을 것이다. 청색 초거성인 데네브는 질량이 크고 온도가 높기 때문에 수명은 그리 길지 않을 것이고, 수백만 년 이내에 초신성 폭발로 생을 마감할 것이다. 이 별은 이미 중심핵에서 수소를 태우는 핵융합 작용을 멈추었다. 현재 데네브는 헬륨핵융합까지도 마쳤을 것이고 중심부에서 탄소를 태우기 위한 준비를 하고 있으며, 탄소를 태우면서 분광형은 F, G, K를 거치면서 점점 붉게 변한 뒤 M형의 적색 초거성으로 부풀 것이다.
데네브의 항성풍은 연간 태양질량의 1천만 분의 8 정도 질량을 우주 공간으로 방출하고 있다. 이는 태양의 항성풍 방출량의 약 십만 배에 이르는 값이다.

## 어원 및 문화
이 별의 고유 명칭인 데네브(Deneb)는 아랍어로 '꼬리'를 뜻하는 다나브(Dhanab) 또는 ( ذنب الدجاجة , ad-Dajājahdhaneb 다나브 아드-다자자드하네브 : 암탉의 꼬리)에서 유래한 것이다. 적어도 일곱 개의 다른 별들에 비슷한 이름이 붙었는데, 대표적인 것은 고래자리에서 가장 밝은 별인 데네브 카이토스(Deneb Kaitos)와, 사자자리에서 두 번째로 밝은 별 데네볼라(Denebola)가 있다.
이외에도 염소자리의 데네브 알게디(Deneb Algedi)와 돌고래자리의 데네브 둘핀(Deneb Dulfim)등이 있다.
압축이 덜 된 이름으로는 데네브 아디게(Deneb Adige), 데네바디게게(Denebadigege), 데네베디게게(Denebedigege) 등이 있다. 아리데드(Arided)는 알폰소 천문표에서 사용된 이름으로 이 명칭은 별자리 이름인 알 리드하드(Al Ridhādh)에서 왔다. 요한 바이어는 리겔을 아리오프(Arrioph)라고 불렀으며 이 이름은 아리드프(Aridf), 알 리드프(Al Ridf)에서 온 말로 '가장 뒷편'이라는 의미이다. 카이시우스 바수스는 이 별을 오스 로사에(Os rosae), 독일의 로저문드, 우로피지움(성직자의 코)이라고 명명했다.
중국에서는 天津四(천상의 여울에서 네 번째 별)라고 불렀다. 중국의 칠석 이야기에서 늦여름 견우(다비흐)와 직녀(베가)가 일 년에 한 번 만날 수 있는 특별한 날 두 사람을 만나게 해 주는 오작교를 상징한다. 다른 이야기에서는 두 남녀가 만나는 것을 감시하는 자로 등장하기도 한다.

## 같이 보기
- 초거성
- 카노푸스
- 리겔
- 겉보기 등급순 별 목록